# FrostWire
FrostWire é um programa de computador de compartilhamento de arquivos através da rede Gnutella e BitTorrent, executado na plataforma Java - tornando-o multiplataforma. O seu desenvolvimento partiu do código fonte de outro programa similar, LimeWire. Inicialmente, era muito semelhante ao LimeWire em aparência e funcionalidade, mas com o tempo os desenvolvedores adicionaram mais recursos, incluindo suporte ao protocolo BitTorrent. Na versão 5, o suporte para a rede Gnutella foi totalmente descartado e o FrostWire se tornou um cliente somente para BitTorrent.

FrostWire é software livre de código aberto, sob a licença GNU GPL.

## Desenvolvimento
FrostWire, um cliente BitTorrent (anteriormente um cliente Gnutella), é um esforço de colaboração de centenas de Open Source e desenvolvedores independentes de todo o mundo. No final de 2005, os desenvolvedores interessados da LimeWire comunidade open source anunciou o início de um novo garfo projeto "FrostWire", que iria proteger o código fonte de desenvolvimento do cliente LimeWire. Os desenvolvedores do FrostWire dar alta consideração e respeito ao GNU General Public License e considerá-lo para ser a base ideal de um mercado de empresa criativa e livre. FrostWire evoluiu para substituir núcleo LimeWire BitTorrent para a de Vuze, o BitTorrent Motor Azureus, e, finalmente, para remover núcleo Gnutella do LimeWire para se tornar um cliente BitTorrent 100% que é simples de usar.

## Características
Desde a versão 4.20.x, FrostWire foi capaz de lidar com arquivos torrent e contou com um novo filtro de lixo. Além disso, na versão 4.21.x foi adicionado suporte para a maioria dos dispositivos Android.
Desde a versão 5.0 (2011), FrostWire relançou-se como uma aplicação BitTorrent, por isso aqueles que utilizam a rede Gnutella quer ter de usar a versão 4, ou mudar para outro cliente completamente.
Desde a versão 6.0, FrostWire acrescenta visualização de arquivos antes de download.

### Cliente Gnutella
O projeto foi iniciado em setembro de 2004, depois que o distribuidor da LimeWire considerou adicionar código de "bloqueio" em resposta à pressão da RIAA. A RIAA ameaçou uma ação legal contra vários desenvolvedores ponto a ponto, incluindo o LimeWire como resultado dos EUA Decisão da Suprema Corte em  MGM Studios, Inc. v. Grokster, Ltd..

## FrostWire para Android
FrostWire Plus para Android é um cliente BitTorrent Android nativo + descargador de YouTube. A última versão (2.0) foi publicada em dezembro de 2017.

## ~Ligações externas
- Página oficial